# Ayu (Fisch)
Der Ayu (Plecoglossus altivelis) ist ein kleiner stintartiger Fisch (Osmeriformes) in der monotypischen ostasiatischen Familie Plecoglossidae.

## Merkmale

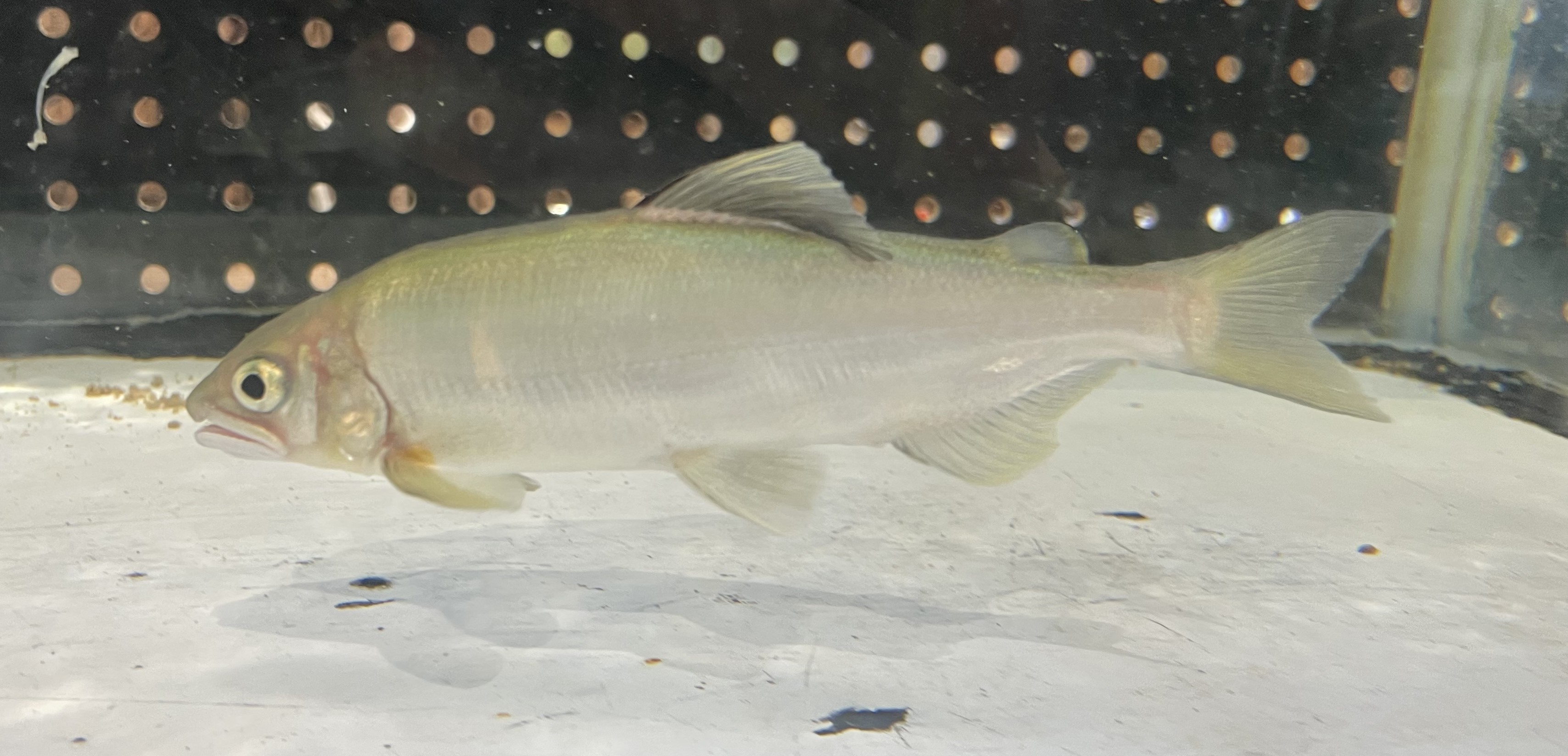
Plecoglossus altivelis ryukyuensis

Äußerlich zunächst unscheinbar (auch die Rückenflosse ist entgegen dem Artnamen altivelis kaum vergrößert) weist er etliche Besonderheiten auf, die ihn vor allen seinen näheren Verwandten (auch denen aus der „benachbarten“ Unterkohorte Protacanthopterygii) auszeichnen: er lebt hauptsächlich von Algen. Besonders eigenartig ist sein Gebiss: es besteht aus 10–15 Schrägreihen lamellenförmiger Zähne (zunächst noch mit hakiger Spitze nach außen, die aber abgenützt wird) auf jeder der vier Kieferhälften. Nur die vordersten Zähne ähneln denen der Stinte, wie noch die gesamte Bezahnung der Jungfische. Die Zähne der Reihen werden von innen laufend ersetzt. Sie sind durch kleine Bänder an den Kieferknochen (Maxillare und Dentale) recht beweglich befestigt. Mit ihnen schabt der Fisch vorwiegend Blau-, Kiesel- und Goldalgen („Aufwuchs“ samt Meiobenthos darin) vom Grund (Schotter) der Gewässer ab, in denen er lebt (Bäche, Flüsse, Seen, Meeresküsten), indem er sein Maul meist seitlich dagegen presst. Er frisst natürlich auch Plankton, Insektenlarven, Anflug, Krebse und Würmer – seine Möglichkeit, auf Algen zurückzugreifen, sichert ihm aber das Überleben auch in sehr oligotrophen Gewässern (durch telescoping the food-chain). Wie andere weidende Fische ist der Ayu zumindest zeitweilig territorial und daher recht unverträglich (vgl. etwa Balitoridae). Die „Zunge“ ist zu zwei geschwungenen Hautfalten erhöht (Plecoglossus = „Faltenzunge“), die viel Schleim produzieren, an dem die Nahrungspartikel festkleben, um dann geschluckt zu werden. Der Darm ist aber nicht (wie sonst bei „Pflanzenfressern“) auffallend verlängert – nur die Zahl der Pylorusschläuche (Appendices pyloricae) ist hoch (ca. 400).

## Lebensweise
Obwohl der Ayu keine bedeutende Größe erreicht (max. 70 cm), zählt er zu den anadromen Wanderfischen, d. h., er laicht im Süßwasser, lebt aber dann vorwiegend im Meer, das immer bessere Ernährung bietet als Flüsse. Sein Vorkommen beschränkt sich auf Küstengebiete des Nordwest-Pazifiks zwischen Hokkaido und Vietnam, also gemäßigte und subtropische Gebiete. Um die Ryūkyū-Inseln lebt eine eigene Unterart (ryukyensis). Auf Taiwan wurde der Ayu ab 1925 erfolgreich eingebürgert, auf Hawaii blieb das dagegen ohne Erfolg. Die Jungfische lassen sich im Frühling ins Meer treiben, allerdings bleiben stets etliche im Süßwasser. Es gibt auch Populationen in Seen, die gar nicht zum Meer abwandern können. Diese Fische bleiben kleiner, leben aber bei ungünstiger Ernährungslage länger und laichen (bei ca. 30 cm Länge) am Lebensende, während ein Teil der im Meer lebenden die Laichwanderung sogar zwei- oder dreimal mitmacht. Die Zahl der in einer wie bei Forellen vom Weibchen ausgeschlagenen Laichgrube festklebenden Eier beträgt einige Hundert bis gegen zehntausend.

## Bedeutung

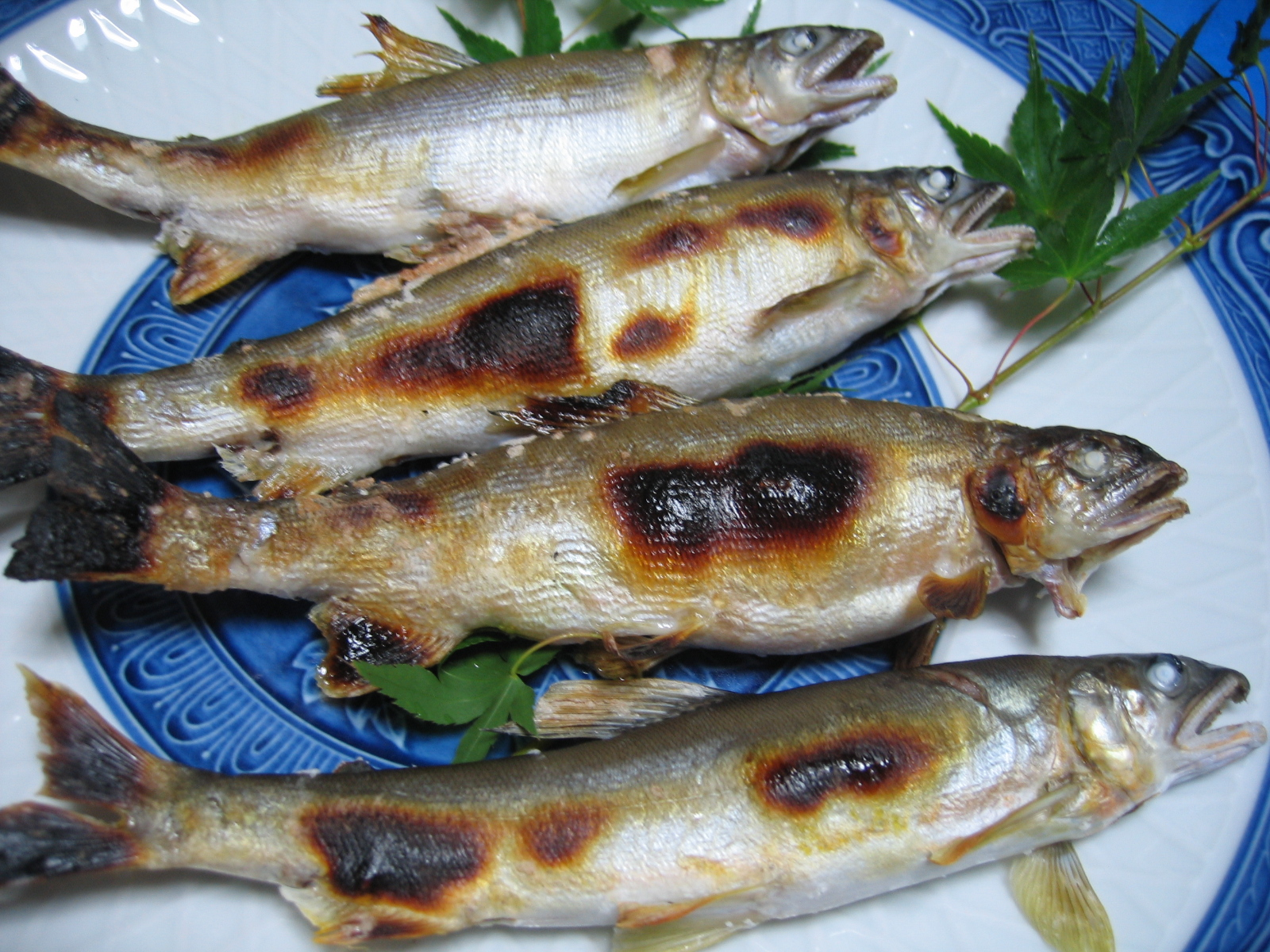
Ayu in traditioneller, japanischer Zubereitung, d. h. mit Salz bestreut gegrillt.
Bei Vergrößerung sieht man, wenn auch undeutlich, die Zahnreihen außen an den Kiefern.

In Ostasien hat der Ayu (engl. Buchname sweetfish) etwa denselben Ruf als Edelfisch wie in Europa der Lachs. Auch für ihn gilt der Satz „Je kleiner die Schuppen, desto besser der Fisch“ – er hat ca. 130 Schuppen entlang der Seitenlinie. Daher wird in den hochindustrialisierten Ländern seiner Heimat alles unternommen, ihn zu erhalten. Am besten gelingt dies naturgemäß bei auf Seen (z. B. dem Biwa-See) beschränkten Populationen (mit künstlicher Zucht usw.). Früher fing man die Ayus vorwiegend beim Laich-Aufstieg in Reusen und Körben – und, als Tourismus-Attraktion auch heute stellenweise gezeigt, mittels zahmer Kormorane (Kormoranfischerei). Sehr beliebt ist jetzt auch der Fang des Fisches an der Angel, die mit einem hakenbewehrten Artgenossen beködert ist: der Ayu ist sehr territorial, verteidigt sein Areal im Fluss aggressiv gegen seinesgleichen und bewirkt so, dass er an den Haken hängen bleibt.
Der Ayu ist zweiter Zwischenwirt für die Saugwürmer Metagonimus yokogawai und Metagonimus miyatai, beim Verzehr ungenügend erhitzter Fische kann es beim Menschen zu einer Metagonimose kommen.

## Etymologie
Der Name Ayu kommt aus dem Japanischen und wird üblicherweise phonetisch mit Katakana als アユ geschrieben. Traditionell existieren zudem eine Vielzahl weiterer Schreibweisen. Die üblichste ist das Kanji (chinesische Schriftzeichen) 鮎, was eine Kombination der Schriftzeichen für Fisch (魚) und Orakel (占) ist. Ursprünglich bezeichnete dieses jedoch den namazu (Amur-Wels).
Andere Schreibweisen sind 年魚 in der Bedeutung „Jahrfisch“ wegen ihrer einjährigen Lebensspanne und 香魚 in der Bedeutung „Duftfisch“ wegen ihrer duftenden Schleimschicht. Ersteres findet sich auch in den ältesten japanischen Werken Kojiki und Nihon Shoki vom Anfang des 8. Jahrhunderts. Dies sind jedoch Jukujikun, d. h., die verwendeten Schriftzeichen werden nur in exakt diesen Kombinationen als Ayu gelesen. Zudem gibt es rein phonetische Kanji-Schreibungen wie beispielsweise 安由 und 阿由.
Diese sino-japanischen Wörter geben jedoch nicht die Bedeutung des urjapanischen Begriffs Ayu wieder, die unsicher ist. Er kommt entweder von ayuru (脆ゆる), was sich darauf bezieht, dass er ein schwacher und zarter Fisch ist, aya wegen seiner schönen Form und Lieblichkeit, vom Verb ayuchiru (落ちる, heute ochiru, „fallen“), weil er im Herbst flussabwärts wandert, oder von a für „klein“ und yu für „weiß“.
Andere Bezeichnungen sind Sanringyō (細鱗魚) „Kleine-Schuppen-Fisch“, Ginguchigyō (銀口魚) „Silbermaulfisch“ und Kunisuuo (国栖魚) „Im Land lebender Fisch“, weil er auch als inoffizieller Nationalfisch betrachtet wird.

## Systematik
Wegen Besonderheiten des Skeletts (Becken, Schwanzwirbel) und des Darmes wird der Ayu nunmehr in eine eigene Familie gestellt: Plecoglossidae.